# Myopopone castanea
Myopopone castanea este o specie de furnică din genul Myopopone. A fost descrisă de Smith în 1860.

## Distribuție
Myopopone castanea este distribuit în mai multe națiuni și în Australia, unde preferă să cuibărească în lemn putred sau scoarță de copac.